# Автоковаріація
У теорії ймовірностей та статистиці для заданого стохастичного процесу автоковаріа́ція (англ. autocovariance) — це функція, яка дає коваріацію цього процесу із самим собою в парах моментів часу. Автоковаріація процесу тісно пов'язана з його автокореляцією.

## Автоковаріація стохастичних процесів

### Визначення
За звичайного позначення {\displaystyle \operatorname {E} } для оператора математичного сподівання, якщо стохастичний процес {\displaystyle \left\{X_{t}\right\}} має функцію середнього значення {\displaystyle \mu _{t}=\operatorname {E} [X_{t}]}, то автоковаріацію визначають як:с. 162
| {\displaystyle \operatorname {K} _{XX}(t_{1},t_{2})=\operatorname {cov} \left[X_{t_{1}},X_{t_{2}}\right]=\operatorname {E} [(X_{t_{1}}-\mu _{t_{1}})(X_{t_{2}}-\mu _{t_{2}})]=\operatorname {E} [X_{t_{1}}X_{t_{2}}]-\mu _{t_{1}}\mu _{t_{2}}} | \| \| \| \| \| \| \| \| | (1) |
| |                         |     |
| |                         |     |

де {\displaystyle t_{1}} та {\displaystyle t_{2}} — два моменти часу.

### Визначення для слабко стаціонарного процесу
Якщо {\displaystyle \left\{X_{t}\right\}} — слабко стаціонарний процес, то має місце наступне::с. 163
{\displaystyle \mu _{t_{1}}=\mu _{t_{2}}\triangleq \mu } для всіх {\displaystyle t_{1},t_{2}}
і
{\displaystyle \operatorname {E} [|X_{t}|^{2}]<\infty } для всіх {\displaystyle t}
і
{\displaystyle \operatorname {K} _{XX}(t_{1},t_{2})=\operatorname {K} _{XX}(t_{2}-t_{1},0)\triangleq \operatorname {K} _{XX}(t_{2}-t_{1})=\operatorname {K} _{XX}(\tau ),}
де {\displaystyle \tau =t_{2}-t_{1}} — запізнювання в часі (англ. time lag), або кількість часу, на яку було зміщено сигнал.
Таким чином, автоковаріаційна функція слабко стаціонарного процесу задається як:с. 517
| {\displaystyle \operatorname {K} _{XX}(\tau )=\operatorname {E} [(X_{t}-\mu _{t})(X_{t-\tau }-\mu _{t-\tau })]=\operatorname {E} [X_{t}X_{t-\tau }]-\mu _{t}\mu _{t-\tau }} | \| \| \| \| \| \| \| \| | (2) |
| |                         |     |
| |                         |     |

що рівнозначне
{\displaystyle \operatorname {K} _{XX}(\tau )=\operatorname {E} [(X_{t+\tau }-\mu _{t+\tau })(X_{t}-\mu _{t})]=\operatorname {E} [X_{t+\tau }X_{t}]-\mu ^{2}}.

### Унормовування
Поширеною практикою в деяких дисциплінах (наприклад, у статистиці та аналізі часових рядів) є унормовувати автоковаріаційну функцію, щоб отримувати залежний від часу коефіцієнт кореляції Пірсона. Проте в деяких інших дисциплінах (наприклад, в інженерії) унормовування зазвичай пропускають, а терміни «автокореляція» та «автоковаріація» використовують як взаємозамінні.
Визначення нормованої автокореляції стохастичного процесу:
{\displaystyle \rho _{XX}(t_{1},t_{2})={\frac {\operatorname {K} _{XX}(t_{1},t_{2})}{\sigma _{t_{1}}\sigma _{t_{2}}}}={\frac {\operatorname {E} [(X_{t_{1}}-\mu _{t_{1}})(X_{t_{2}}-\mu _{t_{2}})]}{\sigma _{t_{1}}\sigma _{t_{2}}}}}.
Якщо функція {\displaystyle \rho _{XX}} однозначно визначена, її значення мусять лежати в діапазоні {\displaystyle [-1,1]}, причому 1 вказує на ідеальну кореляцію, а −1 — на ідеальну антикореляцію.
Для слабко стаціонарного процесу визначення таке:
{\displaystyle \rho _{XX}(\tau )={\frac {\operatorname {K} _{XX}(\tau )}{\sigma ^{2}}}={\frac {\operatorname {E} [(X_{t}-\mu )(X_{t+\tau }-\mu )]}{\sigma ^{2}}}}.
де
{\displaystyle \operatorname {K} _{XX}(0)=\sigma ^{2}}.

### Властивості

#### Властивість симетрії
{\displaystyle \operatorname {K} _{XX}(t_{1},t_{2})={\overline {\operatorname {K} _{XX}(t_{2},t_{1})}}}:с.169
відповідно, для слабко стаціонарного процесу:
{\displaystyle \operatorname {K} _{XX}(\tau )={\overline {\operatorname {K} _{XX}(-\tau )}}}:с.173

#### Лінійні фільтри
Автоковаріацією процесу з лінійним фільтром {\displaystyle \left\{Y_{t}\right\}}
{\displaystyle Y_{t}=\sum _{k=-\infty }^{\infty }a_{k}X_{t+k}\,}
є
{\displaystyle K_{YY}(\tau )=\sum _{k,l=-\infty }^{\infty }a_{k}a_{l}K_{XX}(\tau +k-l).\,}

## Обчислення турбулентної дифузійності
Автоковаріацію можливо використовувати для обчислення турбулентної дифузійності. Турбулентність у потоці може спричинювати флуктуації швидкості в просторі й часі. Таким чином, ми можемо визначати турбулентність за допомогою статистики цих флуктуацій[джерело?].
Для визначання флуктуацій швидкості {\displaystyle u'(x,t)} використовують розклад Рейнольдса (припустімо, що ми зараз працюємо з одновимірною задачею, й {\displaystyle U(x,t)} — швидкість уздовж напрямку {\displaystyle x}):
{\displaystyle U(x,t)=\langle U(x,t)\rangle +u'(x,t),}
де {\displaystyle U(x,t)} — істинна швидкість, а {\displaystyle \langle U(x,t)\rangle } — математичне сподівання швидкості. Якщо ми оберемо правильне {\displaystyle \langle U(x,t)\rangle }, то всі стохастичні складові турбулентної швидкості буде включено до {\displaystyle u'(x,t)}. Щоби визначити {\displaystyle \langle U(x,t)\rangle }, необхідний набір вимірювань швидкості, зібраних із точок у просторі, моментів часу, або повторюваних експериментів.
Якщо ми припускаємо, що турбулентний потік {\displaystyle \langle u'c'\rangle } ({\displaystyle c'=c-\langle c\rangle }, а c — член концентрації) може бути викликано випадковим блуканням, то для вираження члену турбулентного потоку ми можемо використовувати закони дифузії Фіка:
{\displaystyle J_{{\text{turbulence}}_{x}}=\langle u'c'\rangle \approx D_{T_{x}}{\frac {\partial \langle c\rangle }{\partial x}}.}
Автоковаріація швидкості визначається як
{\displaystyle K_{XX}\equiv \langle u'(t_{0})u'(t_{0}+\tau )\rangle } або {\displaystyle K_{XX}\equiv \langle u'(x_{0})u'(x_{0}+r)\rangle ,}
де {\displaystyle \tau } — часове, а {\displaystyle r} — просторове відставання.
Турбулентну дифузійність {\displaystyle D_{T_{x}}} можливо обчислювати за допомогою наступних 3 методів:
1. Якщо маємо дані про швидкість уздовж лагранжевої траєкторії:
{\displaystyle D_{T_{x}}=\int _{\tau }^{\infty }u'(t_{0})u'(t_{0}+\tau )\,d\tau .}
2. Якщо маємо дані про швидкість в одному нерухомому (ейлеровому) положенні[джерело?]:
{\displaystyle D_{T_{x}}\approx [0.3\pm 0.1]\left[{\frac {\langle u'u'\rangle +\langle u\rangle ^{2}}{\langle u'u'\rangle }}\right]\int _{\tau }^{\infty }u'(t_{0})u'(t_{0}+\tau )\,d\tau .}
3. Якщо маємо інформацію про швидкість у двох нерухомих (ейлерових) положеннях[джерело?]:
{\displaystyle D_{T_{x}}\approx [0.4\pm 0.1]\left[{\frac {1}{\langle u'u'\rangle }}\right]\int _{r}^{\infty }u'(x_{0})u'(x_{0}+r)\,dr,}
де {\displaystyle r} — відстань, розділена цими двома нерухомими положеннями.